# Raquel Pélissier
Raquel Pélissier (Puerto Príncipe, 21 de agosto de 1991) es una modelo haitiana, elegida Miss Haití en 2016. 

## Biografía
En 2010 estuvo entre los sobrevivientes del terremoto de Haití, desastre natural de magnitud 7,0 MW que causó más de 200.000 muertes confirmadas.
En 2011 se mudó a España para estudiar optometría en la Universidad Complutense de Madrid, con el fin de ayudar a su abuela afectada por problemas de la vista.
El 27 de agosto de 2016 fue coronada Miss Haití, convirtiéndose en la representante nacional para Miss Universo 2016. En el mismo período también participó en el concurso Reina Hispanoamericana, donde se clasificó en el tercer lugar. 
Sin embargo, el acceso a Miss Universo no ha resultado del todo fuera de dificultades. Debido a las catástrofes que afectaron a Haití en los años 2010, el gobierno local no pudo ofrecer apoyo financiero a su candidata, la cual recurrió a Internet para poder obtener los fondos necesarios para su participación. Después de lograr reunir la suma necesaria, representó a su país en la 65.ª edición de Miss Universo, celebrado el 30 de enero de 2017 en el Mall of Asia Arena de Pásay, en Filipinas, donde terminó en el segundo puesto detrás de la vencedora Iris Mittenaere.